# Rue Pauline-Kergomard (Paris)
Pour les articles homonymes, voir Rue Pauline-Kergomard.
La rue Pauline-Kergomard est une voie du 20e arrondissement de Paris, en France.

## Situation et accès

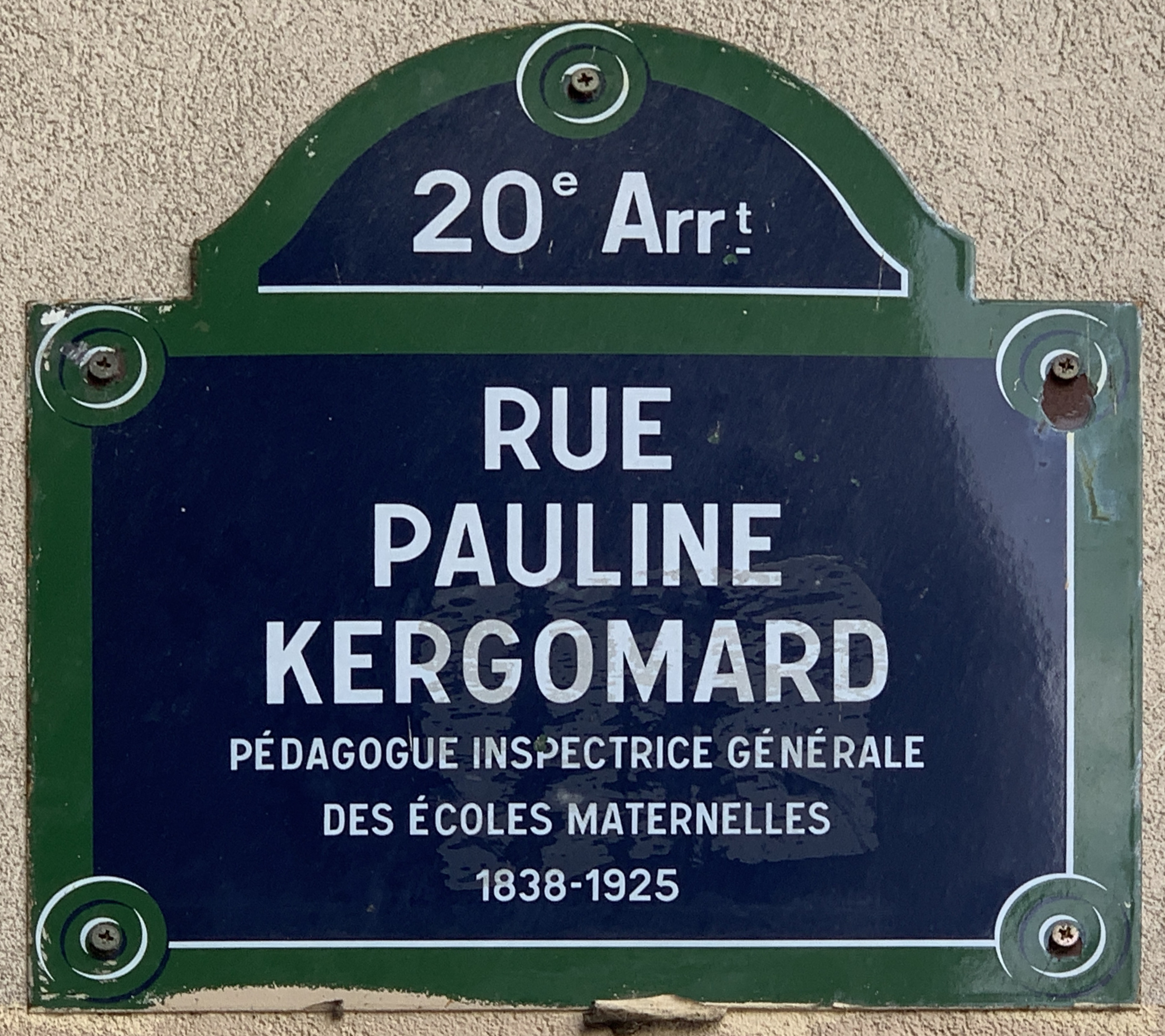
Plaque de la rue.

La rue Pauline-Kergomard est une voie située dans le 20e arrondissement de Paris. Elle débute au 13, rue Mouraud et se termine au 78, rue des Orteaux.

## Origine du nom
Elle porte le nom de la pédagogue française Pauline Kergomard (1838-1925), qui fut une des fondatrices de l'école maternelle en France.

## Historique
La voie est créée dans le cadre de l'aménagement de la ZAC Saint-Blaise sous le nom provisoire de « voie CV/20 » et prend sa dénomination actuelle par un arrêté municipal du 21 décembre 1987.